# Csurgónagymarton
Csurgónagymarton là một thị trấn thuộc hạt Somogy, Hungary. Thị trấn này có diện tích 14,82 km², dân số năm 2010 là 190 người, mật độ 13 người/km².